# بوچچا
شهر بوچچا (به رومانیایی: Bucecea) در شهرستان بوتوشنی در کشور رومانی واقع شده‌است. جمعیت این شهر ۵٬۱۲۸ نفر  است.